# Lynx Air
Lynx Air (ehemals Enerjet, ehemals New Air Tours) war eine kanadische Ultra-Low-Cost-Fluggesellschaft mit Sitz in Calgary, Alberta. Der erste Flug unter dem Namen Lynx Air fand am 7. April 2022 vom Calgary International Airport zum Vancouver International Airport statt.

## Geschichte
Die Gesellschaft wurde 2006 unter dem Projektnamen NewAir & Tours Group von ehemaligen Angestellten von Westjet, unter anderen von dem ehemaligen Vizepräsidenten Tim Morgan, gegründet. Die Gründer waren der Meinung, dass eine Lücke im Serviceangebot der größten kanadischen Fluggesellschaften WestJet und Air Canada im „mittleren Kanada“ bestünde. Im Oktober 2008 änderte das Unternehmen seinen Namen in Enerjet und im November 2008 erhielt Enerjet sein Luftverkehrsbetreiberzeugnis AOC.
Während die Fluggesellschaft ursprünglich plante, als planmäßiger Low-Cost-Carrier zu starten, konzentrierte sie sich stattdessen auf Charteroperationen, die den Transport von Mitarbeitern von Ölunternehmen, wie z. B. für Suncor Energy, sowie Ad-hoc-Charter umfassten, außerdem Dienstleistungen für Air Transat.
Nachdem sich die Gesellschaft kurzzeitig Jet Naked und FlyTOO benannte, gab das Unternehmen November 2021 seinen neuen Namen als Lynx Air bekannt und plante, im ersten Quartal 2022 den Flugbetrieb aufzunehmen. Die Gesellschaft plante bis zu 46 Boeing 737 Max 8 Flugzeuge über die nächsten sieben Jahre zu bestellen, um die erwartete Nachfrage zu decken. Wobei die Lieferungen Anfang 2022 beginnen sollten, und der Betrieb dem Modell der Billigfluggesellschaften folgen wird. Die Fluggesellschaft kündigte außerdem an, zunächst Inlandsstrecken zu betreiben und später internationale Ziele hinzuzufügen. Am 7. April 2022 starteten die ersten Flüge von Lynx Air. Die Fluggesellschaft kündigte ihre ersten internationalen Ziele am 28. September 2022 an und dass die Flüge in die Vereinigten Staaten Anfang 2023 beginnen. Der erste Flug in den USA wurde im Februar 2023 durchgeführt.
Am 22. Februar 2024 beantragte Lynx Air Gläubigerschutz. Der letzte Flug wurde am 25. Februar 2024 von Calgary nach Toronto durchgeführt.

## Flugziele
Lynx bot Flüge zu neun Zielen in Kanada an, darunter Toronto, Vancouver, Halifax, Kelowna, Winnipeg, Edmonton, Victoria und Hamilton.
In den USA flog die Fluggesellschaft Las Vegas, Los Angeles, Orlando und Phoenix an.

## Flotte

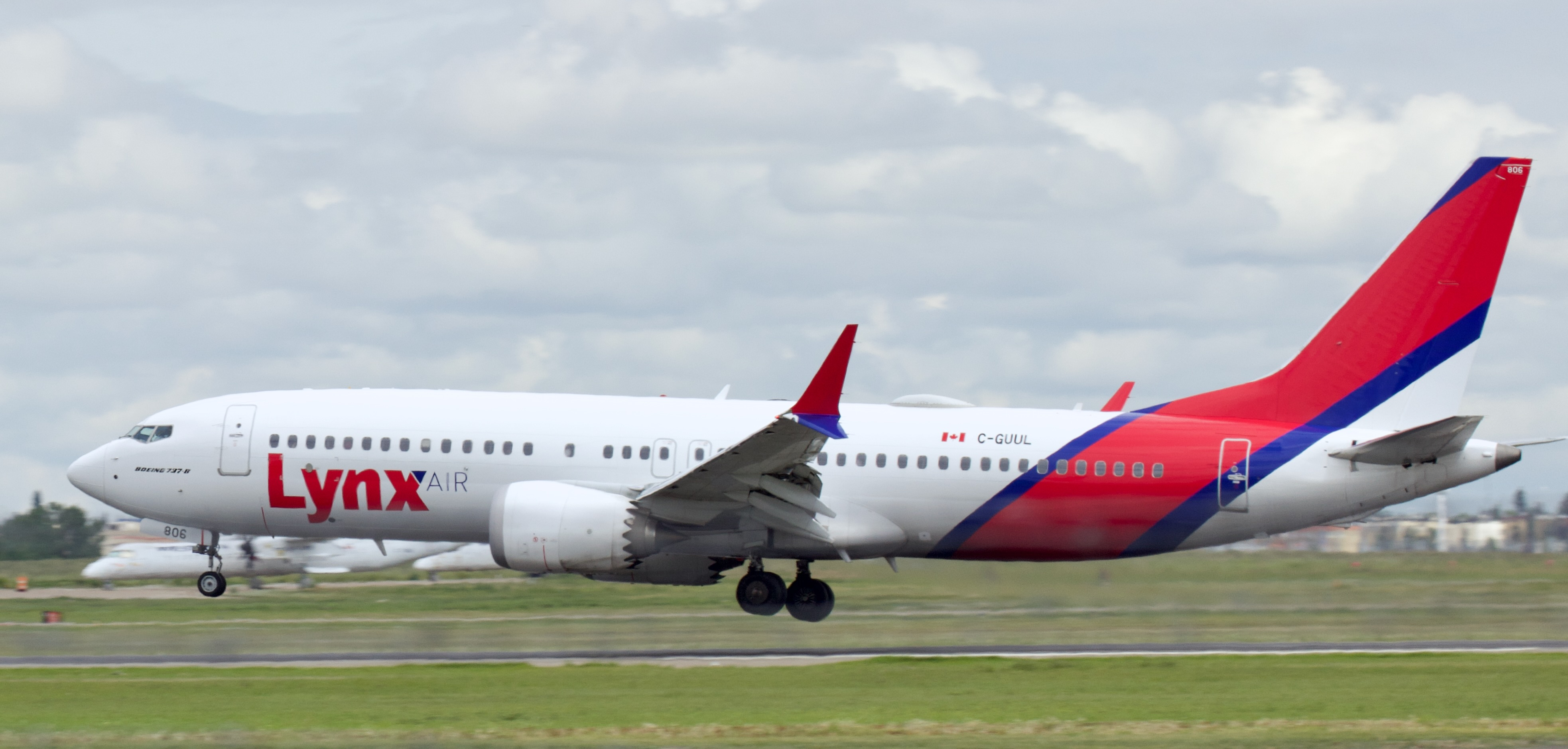

### Flotte bei Betriebseinstellung
Bei Betriebseinstellung im Februar 2024 bestand die Flotte der Lynx Air aus neun Flugzeugen mit einem Durchschnittsalter von 2,9 Jahren:
| Flugzeugtyp        | Anzahl | bestellt | Anmerkungen | Sitzplätze |
| ------------------ | ------ | -------- | ----------- | ---------- |
| Boeing 737 Max 8   | 9      | 17       |             | 189        |
| Boeing 737 Max 200 |        | 21       |             | - offen -  |
| Gesamt             | 9      | 38       |             |            |

### Zuvor eingesetzte Flugzeugtypen
In der Vergangenheit setzte die Fluggesellschaft unter ihrem vorherigen Namen Enerjet bereits folgende Flugzeugtypen ein:
- Boeing 737-700
- Boeing 737-800
- de Havilland Canada DHC-6 Twin Otter